# Battaglia di Ginchy
La battaglia di Ginchy ebbe luogo il 9 settembre 1916 e fu combattuta durante la battaglia della Somme. Il combattimento vide la 16th (Irish) Division occupare il villaggio di Ginchy, fino a quel momento in mano tedesca.
Negli scontri per la conquista del villaggio i Royal Munster Fusiliers subirono perdite molto pesanti. Infatti, una delle due brigate cui fu ordinato di attaccare Ginchy, la 47th Brigade, non raggiunse nessuno dei suoi obbiettivi poiché trovò le difese tedesche assolutamente non intaccate dal fuoco della propria artiglieria, i cui colpi erano caduti nella "terra di nessuno". I sette battaglioni irlandesi che inizialmente furono coinvolti nell'attacco persero in totale otto ufficiali e 220 uomini furono uccisi: di questi, sei ufficiali e 69 uomini appartenevano al 9th Battalion dei Royal Dublin Fusiliers.
Nell'ambito dell'intera battaglia della Somme, l'attacco fu un successo, essendo il villaggio stato conquistato al primo tentativo. Gli Irlandesi conquistarono il villaggio, che era anche ben fortificato, in un'ora circa. Un quotidiano londinese titolò: "Come gli Irlandesi hanno preso Glichy - La splendida audacia delle truppe irlandesi".
La perdita di Ginchy privò i Tedeschi di alcuni punti di osservazioni strategici che dominavano su tutto campo di battaglia.